# US Open 1996
Lo US Open 1996 è stata la 116ª edizione dello US Open e quarta prova stagionale dello Slam. Si è disputato dal 26 agosto all'8 settembre 1996 al USTA Billie Jean King National Tennis Center in Flushing Meadows di New York negli Stati Uniti. 
Il singolare maschile è stato vinto dallo statunitense Pete Sampras, che si è imposto sul connazionale Michael Chang col punteggio di 6–1, 6–4, 7–6(3). Il singolare femminile è stato vinto dalla tedesca Steffi Graf, che ha battuto in finale la statunitense Monica Seles. 
Nel doppio maschile si sono imposti Todd Woodbridge e Mark Woodforde. Nel doppio femminile hanno trionfato Gigi Fernández e Nataša Zvereva. 
Nel doppio misto la vittoria è andata alla statunitense Lisa Raymond, in coppia con Patrick Galbraith.

## Risultati

### Singolare maschile
Pete Sampras ha battuto in finale  Michael Chang con il punteggio di 6–1, 6–4, 7–6(3).

### Singolare femminile
Steffi Graf ha battuto in finale  Monica Seles con il punteggio di 7–5, 6–4.

### Doppio maschile
Todd Woodbridge /  Mark Woodforde hanno battuto in finale  Jacco Eltingh /  Paul Haarhuis con il punteggio di 4–6, 7–6(5), 7–6(2).

### Doppio femminile
Gigi Fernández /  Nataša Zvereva hanno battuto in finale  Jana Novotná /  Arantxa Sánchez Vicario con il punteggio di 1–6, 6–1, 6–4.

### Doppio misto
Lisa Raymond /  Patrick Galbraith hanno battuto in finale  Manon Bollegraf /  Rick Leach con il punteggio di 7–6(6), 7–6(4).

## Junior

### Singolare ragazzi
Daniel Elsner ha battuto in finale  Markus Hipfl con il punteggio di 6–3, 6–2.

### Singolare ragazze
Mirjana Lučić-Baroni ha battuto in finale  Marlene Weingärtner con il punteggio di 6–2, 6–1.

### Doppio ragazzi
Mike Bryan /  Robert Bryan.

### Doppio ragazze
Surina de Beer /  Jessica Steck.